# Dan Wen
Pour les articles homonymes, voir Dan.
Dan Wen née le 14 juin 1999, est une joueuse chinoise de hockey sur gazon.

## Carrière
Elle a fait ses débuts en mars 2018 à Malaga pour jouer 3 des 4 matchs amicaux face à l'Espagne.

## Palmarès
- : 3e au Champions Trophy d'Asie 2018.